# Orlickozáhorská brázda
Orlickozáhorská brázda je údolí a geomorfologický okrsek Orlických hor, který odděluje jejich hlavní hřbet od sousedních hor Bystřických.

## Poloha a geomorfologie
Orlickozáhorská brázda náleží do geomorfologického celku Orlické hory a podcelku Deštenská hornatina. Dlouhá je asi 16 kilometrů a je orientována ve směru severozápad – jihovýchod. Počátek se nachází na Černém potoku severně od osady Bedřichovka, konec pak u vesnice Neratov. Dělí se na dvě samostatné části, které od sebe odděluje bezejmenný příčný potok na jižním okraji obce Orlické Záhoří. Severně od něj se nachází plošší Bedřichovecká část, jižně uzavřenější Neratovská část. Západně je brázda ohraničena hlavním hřebenem Orlických hor, konkrétně sousedními okrsky Deštenský hřbet, Kunštátský hřbet a Anenský hřbet. Východně je ohraničena Bystřickými horami. Osu brázdy tvoří tok Divoké Orlice, kterým je současně vedena i česko-polská státní hranice.
| Geomorfologické členění Orlických hor                                                | Geomorfologické členění Orlických hor | Geomorfologické členění Orlických hor |
| ------------------------------------------------------------------------------------ | ------------------------------------- | --- |
| ČESKÁ VYSOČINA • Krkonošsko-jesenická subprovincie • Orlická oblast                  |                                       | |
| DEŠTENSKÁ HORNATINA                                                                  | Orlický hřbet                         | Olešnický hřbet (bezejmenný, 835 m) Vrchmezský hřbet (Vrchmezí, 1084 m) Deštenský hřbet (Velká Deštná, 1116 m) Kunštátský hřbet (Tetřevec, 1044 m) Anenský hřbet (Anenský vrch, 997 m) |
| DEŠTENSKÁ HORNATINA                                                                  | Orlické rozsochy                      | Zdobnické rozsochy (Karlův vrch, 956 m) Říčské rozsochy (bezejmenný, 910 m) |
| DEŠTENSKÁ HORNATINA                                                                  | Orlickozáhorská brázda                | nečlení se (bezejmenný, 790 m) |
| MLADKOVSKÁ VRCHOVINA                                                                 | Bartošovická vrchovina                | nečlení se (bezejmenný, 704 m) |
| MLADKOVSKÁ VRCHOVINA                                                                 | Pastvinská vrchovina                  | nečlení se (Adam, 766 m) |
| BUKOVOHORSKÁ HORNATINA                                                               | Orličský hřbet                        | Suchovršský hřbet (Suchý vrch, 995 m) Bukovohorský hřbet (Buková hora, 958 m) |
| BUKOVOHORSKÁ HORNATINA                                                               | Výprachtická vrchovina                | nečlení se (Špičák, 799 m) |
| PROVINCIE • Subprovincie • Oblast / Celek / PODCELEK • Okrsek • Podokrsek • (vrchol) |                                       | |

## Vrcholy
Maximální nadmořská výška brázdy je uměle stanovena na vrstevnici 790 metrů. V brázdě se nachází několik menších bezejmenných vrcholů s nadmořskou výškou okolo 700 metrů.

## Komunikace
Celou délkou brázdy jsou vedeny dvě souběžné silniční komunikace, každá po jednom břehu Divoké Orlice, jedna striktně po českém a jedna po polském území. Jediným místem, kde jsou propojeny, je most spojující Orlické Záhoří a Mostowice. Na českém území se jedná o silnici II/311 spojující Deštné v Orlických horách a Bartošovice v Orlických horách. Turistické značené trasy obvykle spojují obydlené lokality Orlickozáhorské brázdy s hlavním hřebenem Orlických hor. V severní části se nachází naučná stezka Bedřichovka

## Zástavba
V Orlickozáhorské brázdě se nachází zástavba několika obcí a osad. Plošší Bedřichoveckou část z větší části zaplňuje velká luční enkláva s obcí Orlické Záhoří a osadou Bedřichovka, na polské straně Mostowice a Lasówka. V uzavřenější Neratovské části jsou luční enklávy s osadami menší (Černá Voda, Nová Ves, Podlesí a Neratov, na polské straně Rudawa a Poniatów).

## Vegetace
Bedřichoveckou část vyplňuje rozsáhlá luční enkláva, v Neratovské části se střídají luční enklávy menší velikosti s pásy zalesněnými převážně hospodářskými smrčinami. Status přírodních rezervací získaly podmáčené a rašelinné louky zejména v severním zakončení brázdy (Bedřichovka, Trčkovská louka, Hraniční louka a Velká louka, v jižním zakončení pak Neratovské louky). Česká část brázdy se nachází na území CHKO Orlické hory.